# Зеваре
Зеваре́ (перс. زواره‎) — город в центральном Иране, в провинции Исфахан. Входит в состав шахрестана Эрдестан.

## География
Город находится в центральной части Исфахана, на расстоянии приблизительно 100 километров к северо-востоку от Исфахана, административного центра провинции и на расстоянии 257 километров к юго-юго-востоку (SSE) от Тегерана, столицы страны. Абсолютная высота — 985 метров над уровнем моря.

## Население
По данным переписи, на 2006 год численность населения города составляла 7806 человек.

## Транспорт
Ближайший гражданский аэропорт — Международный аэропорт Исфахана.

## Достопримечательности
- Пятничная мечеть (XII век)[4].
- Мечеть Па Минар (XI век)[5].